# رکاس
رکاس (به اسپانیایی: Recas) یک شهرستان در اسپانیا است که در استان تولدو واقع شده‌است.

## خصوصیات
رکاس ۳۱ کیلومترمربع مساحت و ۳٬۱۳۸ نفر جمعیت دارد و ۵۷۱ متر بالاتر از سطح دریا واقع شده‌است.